# Vermouth (personaggio)
Vermouth (ベルモット?, Berumotto) è un personaggio immaginario della serie manga e anime Detective Conan, creata da Gōshō Aoyama, e membro dell'Organizzazione nera. Nell'adattamento italiano dell'anime, il suo nome è diventato Belmott. In tale opera, è conosciuta anche con altri nomi: Sharon Vineyard (シャロン・ヴィンヤード?, Sharon Vin'yādo), famosa attrice statunitense, apparentemente morta, che ha l'aspetto di una donna sui 40/50 anni di età, e Chris Vineyard (クリス・ヴィンヤード?, Kurisu Vin'yādo), che dovrebbe essere la figlia, attrice a sua volta. Si tratta in realtà della stessa persona, che, per motivi ancora sconosciuti, non invecchia. Guida una Harley-Davidson V-Rod viola.

## Creazione e sviluppo
Gōshō Aoyama ha preso spunto da Fujiko Mine, uno dei personaggi principali della serie manga e anime Lupin III creata da Monkey Punch, per la figura di Vermouth, così come per quella di Yukiko Fujimine. Nella guida pubblicata nello Weekly Shōnen Sunday del file 865 (file 4 del volume 82) e in fondo al volume 83, Aoyama afferma che Yukiko è il lato buono di Fujiko Mine, mentre Vermouth il lato cattivo.

## Apparizioni
Vermouth compare come la star americana Chris Vineyard nel volume 24, ma non si svela subito come membro dell'organizzazione.
Al contrario, è una dei semplici sospettati per l'omicidio di turno, avvenuto nell'Hotel Haido City, e viene presentata come una star, presente ad una normale festa.
Solo a fine episodio la si vede in ombra, dentro la macchina di Gin e Vodka, nonostante nell'anime in italiano questa donna abbia erroneamente una voce diversa da quella della star Chris Vineyard.
La volta successiva in cui si vede Vermouth nel manga è grazie ad una sensazione di Ai Haibara. La ragazza, infatti, all'inizio di un caso ambientato su un autobus, avverte la presenza di Vermouth, dicendolo anche a Conan, ma non riesce a capire chi sia questo membro dell'organizzazione tra i presenti. La donna si è, infatti, travestita da uno dei presenti sull'autobus e, ad eccezione dei cittadini comuni presenti sull'automezzo, sono presenti solo il dottor Agasa, assieme ai Detective Boys, e la professoressa Jodie, assieme al dottor Araide. Comincia, perciò, da qui la ricerca di Conan, per scoprire sotto i panni di quale persona vicina a lui ed Ai si nasconda Vermouth.
Dal caso dell'autobus, Conan chiede al dottor Agasa di effettuare alcune ricerche riguardanti l'attrice Chris Vineyard, mentre lui decide di fare visita alla professoressa Jodie, per lui la maggior sospetta e maggior possibile Vermouth travestita. Le sue ricerche, però, non danno grandi risultati e bisognerà aspettare altri sviluppi e situazioni per venire a conoscenza della verità riguardante Vermouth. Nella saga di Bourbon, e più precisamente nel caso del Mistery Train, si scopre che è lei il sosia di Akai, che aveva terrorizzato Ai Haibara poco prima, passandole accanto. Inoltre, prima di svelarsi, togliendosi la maschera di fronte alla mamma di Conan e sua vecchia amica, Yukiko Fujimine, la si vede mandare un messaggio col cellulare al presunto Bourbon, dopo aver stordito Masumi Sera, che credeva fosse il fratello maggiore Shuichi Akai, dichiarato morto.
Durante il caso di New York, presente a cavallo tra il volume 34 e 35, si viene a conoscenza di Sharon Vineyard, un'attrice famosissima, amica di Yukiko Fujimine. Le due si sono conosciute frequentando un corso per imparare a travestirsi, tenuto da un prestigiatore che, come si scoprirà nell'episodio dell'avventura del giovane Shinichi Kudo, è Toichi Kuroba, il padre di Kaito Kuroba, nonché primo Kaito Kid.
Nell'episodio 345 si scopre infine tutto. In realtà, a parte negli episodi della sua prima apparizione, il dottor Araide era sempre stato Vermouth travestita, che era sulle tracce di Sherry. Era stata lei a rubare i casi del detective Kogoro. Vermouth, alias Sharon Vineyard, uccise una ventina di anni prima il padre di Jodie, la quale nota che Vermouth ha sempre lo stesso aspetto di quando l'aveva incontrata vent'anni prima. Infatti in questo episodio si scopre che, per motivi ancora sconosciuti, Sharon non può invecchiare. Per questo inscenò la propria morte, cambiò look e diventò Chris Vineyard, la figlia di Sharon. Non ha, però, abbandonato il ruolo di Vermouth.
Nello stesso episodio, ancora travestita da Araide, cerca di portare via Ai in macchina, ma Jodie la anticipa e la porta presso un molo, dove c'è il suo collega Calvados appostato. Alla fine non riesce a portare a termine la sua missione anche grazie a Shuichi Akai, che spezza le gambe a Calvados, ma scappa con Conan, del quale conosce l'identità segreta. Successivamente abbandona Conan nella macchina, perché il boss la richiama e, al telefono, dice a Gin di non conoscere Shinichi Kudo.

## Rapporto con l'organizzazione
Vermouth è da sempre, secondo quanto ripete più volte Gin, la preferita del capo, nonostante non si sappia ancora il motivo di questo suo particolare rapporto con il boss, Renya Karasuma.
Fino al volume 42, lo scopo primario di Vermouth era quello di cercare Sherry ed, una volta trovata, di ucciderla. La donna riesce a scovarla, ma, grazie agli interventi di Conan e di Ran Mori, Chris non riesce nel suo proposito di vendetta.
Vermouth comincia un lento ma progressivo allontanamento dal resto dei suoi compagni. A causa di ciò che successe a New York diversi anni prima, Vermouth ha un vero e proprio debito di vita con Shinichi Kudo e Ran Mouri. Continua a collaborare con l'organizzazione, ma con un atteggiamento diverso. Nell'episodio 425, cerca di convincere Gin a non uccidere il detective Mori e i suoi familiari. Infatti, ritiene che il ragazzo sia il vero ed unico proiettile d'argento in grado di distruggere l'organizzazione, avvenimento del quale è inspiegabilmente felice.
Inoltre, è odiata dai membri dell'organizzazione Chianti e Korn, perché la ritengono responsabile della morte di Calvados, il cecchino che le era stato affiancato e che si suicida nell'episodio 345. Sostengono, infatti, che lei l'abbia usato, anche perché lui era infatuato di lei. Nel file 800, la vediamo intenta a chiamare Bourbon al cellulare, commentando il fatto che sia riuscito a guadagnarsi un po' di fiducia e chiedendogli se ha intenzione di rispettare la promessa che le ha fatto.
Nel file 818, dimostra un odio profondo nei confronti di Ai Haibara, affermando, durante un confronto telefonico con Gin, che "non debba esistere in alcun modo a questo mondo".
Nel file 822, ritorna in contatto con lo stesso Bourbon, mandandogli un messaggio col cellulare, dicendogli di aver tolto di mezzo un ostacolo dai loro piani, presumibilmente Masumi Sera, stordita poco prima.

## Rapporto con Shinichi Kudo e Ran Mori
Il primo contatto tra Chris e i ragazzi avviene a New York, quando la donna vestiva i panni di un serial killer, per uccidere Akai. Shinichi e Ran si imbattono in lei per puro caso. La donna, senza farsi tanti scrupoli, punta la pistola a Ran e si prepara a sparare, ma, un attimo prima, la ringhiera sulla quale era appoggiata cede. A salvarla da morte sicura è l'intervento dei due ragazzi. Dopo questo, Ran perde i sensi e Chris si prepara nuovamente a sparare, ma Shinichi le fa capire che farlo avrebbe rivelato alla polizia in agguato la sua posizione, così la donna decide di lasciarli andare. Questo rappresenta un episodio indelebile nella mente di Chris, che infatti, a distanza di tempo, proteggerà, nei panni di Tomoaki Araide, Conan da alcuni malviventi che avevano dirottato un autobus, non ucciderà Ran e Shinichi (nei panni di Conan), ordinando a Calvados di non sparare su di loro. Si esporrà persino per proteggere Kogoro, che Gin aveva deciso di eliminare. Il legame con Shinichi, però, non si limita alla gratitudine. Nei suoi pensieri, Chris identifica il ragazzo come colui che potrebbe diventare ciò che ha atteso a lungo, ossia il "proiettile d'argento" in grado di distruggere l'organizzazione.
Dopo quanto successo a New York, Sharon denomina Ran Angel (エンジェル?, Enjieru, Angelo), termine che userà successivamente anche sotto l'identità di Chris Vineyard.

## Caso del Mystery Train
Nel caso del Mystery Train, Vermouth, travestita da Shuichi Akai dichiarato oramai morto, salirà a bordo del Bell Tree Express.
Inizialmente, Vermouth spaventerà Ai Haibara ricordandole la stessa sensazione che accusa quando sente la presenza dell'organizzazione nera.
Successivamente, addormenta Sera Masumi e qui, per la prima volta, si scopre che Sera è la sorella minore di Akai.
Sarà Yukiko Kudo a scoprire la sua identità. Così, Vermouth minaccia Yukiko puntandole una pistola in testa, dicendole che ormai aveva capito il suo piano.
Nonostante tutto, il piano di Yukiko non aveva fallito, bensì l'organizzazione aveva perso il loro obbiettivo, ovvero Ai Haibara, che in realtà non era altri che Kaito Kid travestito e che era riuscito a scappare dopo l'accaduto.
Infine, Vermouth, venuta a conoscenza di ciò, ammette la sconfitta e fa i complimenti al cast che aveva creato Yukiko. S'incontra subito dopo alla stazione con Tooru Amuro, che le chiede di rivedere tutti i file relativi alla morte di Shuichi Akai.